# Saucerottia edward
Saucerottia edward là một loài chim trong họ Trochilidae.